# Heinrich Meyer (Politiker, 1878)

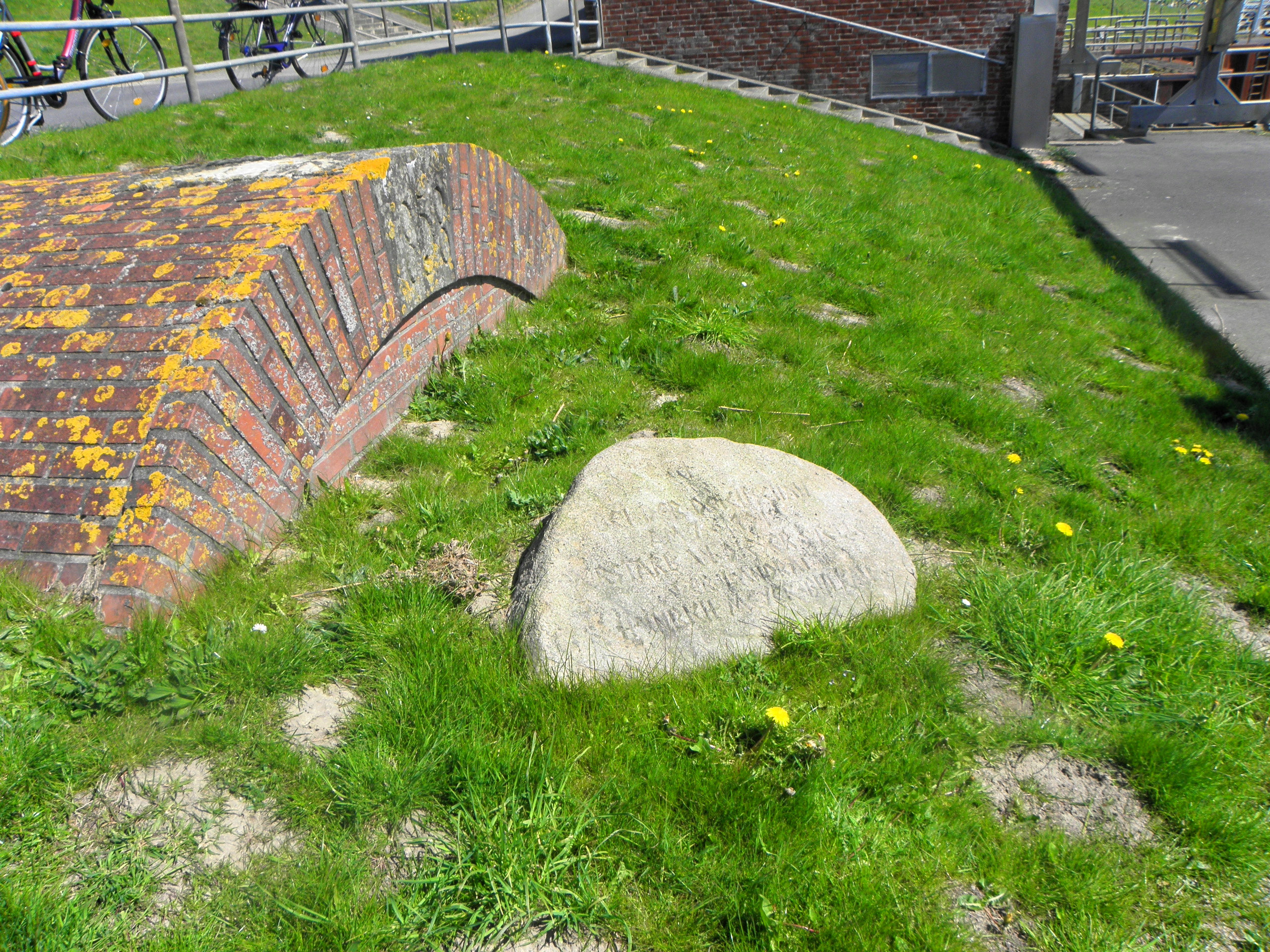
Gedenkstein am Altenbrucher Hafen

Heinrich Meyer (* 19. November 1878 in Bülkau; † 7. Juni 1948 in Altenbruch) war ein deutscher Politiker (DHP, NLP, DP).

## Leben
Heinrich Meyer wurde 1878 als Sohn des Landwirts Eduard Meyer geboren. Nach dem Besuch der Volksschule im Norderende seiner Heimatgemeinde Bülkau und Privatunterricht beim Ortspastor verdiente er seinen Lebensunterhalt als landwirtschaftlicher Angestellter. Später übernahm er den Hof seines Vaters in Bülkau. 1914 heiratete er Johanne Adelheit Marie Beckmann aus Bülkau-Aue.
Meyer war der „Prototyp des welfischen Honoratioren-Politikers“. Nach dem Krieg begann er, sich verstärkt politisch zu betätigen. Er wurde um 1920 Mitglied der Wirtschaftlichen Vereinigung, die er 1921–1924 im Preußischen Landtag vertrat. Bei der Reichstagswahl Mai 1924 wurde Meyer für den Wahlkreis 16 (Südhannover-Braunschweig) in den zweiten Reichstag gewählt. Nachdem sein Mandat bei der Wahl vom Dezember desselben Jahres – diesmal im Wahlkreis 15 (Südhannover) – bestätigt worden war, gehörte er dem Parlament noch bis Mai 1928 als Abgeordneter der Wirtschaftlichen Vereinigung an. Nachdem die WV ein Wahlbündnis mit der Deutsch-Hannoverschen Partei (DHP) eingegangen war, zog Meyer bei der Reichstagswahl 1928 auf Reichswahlvorschlag dieser Partei in den Reichstag ein. Außerdem wurde er Mitglied des Direktoriums der DHP. Bei der Wahl vom September 1930 gelang es Meyer, sein altes Mandat für die DHP wieder zu erobern, so dass er bis zum Juli 1932 erneut den Wahlkreis 15 im Parlament vertrat. Nach einer viermonatigen Abwesenheit vom Parlament in der Zeit vom Juli bis zum November 1932 konnte Meyer sein Mandat ein letztes Mal bei der Reichstagswahl November 1932 erneuern.
Von 1923 bis 1948 war Meyer außerdem Vorsitzender der Molkereigenossenschaft Bülkau. Zeitweilig stand er an der Spitze des Molkereiverbandes für den Regierungsbezirk Stade. 1945 wurde er zum Vorsitzenden der Butterabsatzzentrale Niedersachsen berufen. Ferner war er Kreisdeputierter des Landkreises Neuhaus an der Oste – später des Kreises Land Hadeln – und stellvertretender Vorsitzender des Kreisausschusses; des Weiteren Mitglied der hannoverschen Landwirtschaftsgesellschaft und Ausschussmitglied der Landwirtschaftskammer Hannover sowie Mitglied des Landeskirchentages der Evangelisch-lutherischen Landeskirche Hannovers und des Kreiskirchentages Neuhaus.
Am 20. Juli 1945 wurde er von den britischen Militärbehörden als Landrat des Landkreises Land Hadeln in Otterndorf eingesetzt und blieb nach einstimmiger Wiederwahl (1947) bis zu seinem Tod im Amt. Nach dem Zweiten Weltkrieg trat Meyer in die Niedersächsische Landespartei (NLP), die sich 1947 in Deutsche Partei (DP) umbenannte, für die er 1946 bis 1948 dem Niedersächsischen Landtag angehörte. 1946 war er Mitglied des Ernannten Braunschweigischen Landtages und 1946/47 Vizepräsident des Ernannten Niedersächsischen Landtags.
Während einer Deichschau erlitt Meyer bei der Dicken Berta einen Herzinfarkt. Bei den Resten der Altenbrucher Schleuse von 1858 erinnert ein Gedenkstein an den dort verstorbenen Deichgeschworenen. Die Inschrift lautet: